# Сосны (научный институт)
«Объединенный институт энергетических и ядерных исследований — Сосны» — государственное научное учреждение, расположенное недалеко от Минска.

## История
Институт ядерной энергетики АН БССР был основан в 1965 году академиком АН БССР Андреем Капитоновичем Красиным (выделен из состава Института тепло- и массообмена АН БССР). После создания института были приглашены Ж. А. Гребеньков, Г. А. Шароваров, Е. В. Саунин из СПБ «Машпроект», Л. И. Колыхан, В. П. Гольцев, работавший в ЦНИИЧМ им. И. П. Бардина и в организациях С. П. Королёва. Из Физико-технического института АН БССР был приглашён А. А. Михалевич. А. К. Красин был директором института с 1965 по 1977 год. Институт расположился примерно в 7 км от Минска по Могилёвскому шоссе. Рядом был построен посёлок для его сотрудников. В 1991 году институт был разделён на четыре организации: АНТК «Сосны», Институт проблем энергетики АН БССР, Институт радиационных физико-химических проблем АН БССР, Институт радиоэкологических проблем, и ИТЦ — Сосны. В 2001 году эти организации были вновь объединены.
В институте работают более 326 сотрудников, из них — 188 выполняют научные исследования и разработки, 134 исследователей, в том числе 21 кандидатов наук, 7 доцентов и
4 доктора наук. В состав института входят 12 лабораторий. Сотрудники института преподают в БГУ, БГТУ, БНТУ, БГАТУ, Международном государственном экологическом институте им. А. Д. Сахарова БГУ. Студенты этих вузов проходят в институте практику, выполняют курсовые и дипломные работы.
В Институте создана экспериментальная база для проведения фундаментальных исследований и решения прикладных задач. Институт работает над проблемами обеспечения эффективной и безопасной эксплуатации ядерных реакторов и оборудования АЭС. Основными целями проводимых исследований являются разработка и внедрение научно-технических предложений по оптимизации технологических процессов, повышающих ядерную, радиационную и экологическую безопасность, физическую защиту, эффективность объектов использования атомной энергии, включая Белорусскую АЭС (захоронение радиоактивных отходов и обращение с отработавшим ядерным топливом).
Для решения данных задач планируется создать в Институте научно-экспериментальную и производственную базу с многоцелевым исследовательским ядерным реактором вокруг которого будет сформирован национальный Центр ядерных исследований и технологий.
С 2015 года НАН Беларуси и «Росатом» обсуждают строительство исследовательского ядерного реактора на базе Объединённого института энергетических и ядерных исследований — «Сосны». В 2017 году был подписан соответствующий меморандум по сотрудничеству, к настоящему времени разработаны основные технические требования к центру и его многоцелевому исследовательскому реактору. Готовится соглашение между правительствами Беларуси и России о сотрудничестве в создании этого центра.

## Разработки
Одним из важнейших проектов института была разработка мобильной АЭС на колёсном шасси с реакторной установкой «Памир». Всего было выпущено два комплекта мобильной АЭС, один из которых успел полностью пройти испытания. Однако радиофобия, охватившая общество после Чернобыльской катастрофы, привела к закрытию проекта. В результате обе установки были уничтожены в конце 1986 года.